# Борув (Мазовецьке воєводство)
Борув (пол. Borów) — село в Польщі, у гміні Казанув Зволенського повіту Мазовецького воєводства.
Населення — 52 особи (2011).
У 1975-1998 роках село належало до Радомського воєводства.

## Демографія
Демографічна структура станом на 31 березня 2011 року:
|          | Загалом | Допрацездатний вік | Працездатний вік | Постпрацездатний вік |
| -------- | ------- | ------------------ | ---------------- | -------------------- |
| Чоловіки | 26      | 4                  | 19               | 3                    |
| Жінки    | 26      | 8                  | 10               | 8                    |
| Разом    | 52      | 12                 | 29               | 11                   |